# Formation de Clarens
La formation de Clarens est une formation géologique qu'on peut trouver en plusieurs endroits du Lesotho et dans les provinces de l'État libre, du KwaZulu-Natal et du Cap-Oriental en Afrique du Sud. C'est la formation sommitale du groupe de Stormberg, lui-même composante du supergroupe du Karoo ; elle correspond à la phase finale de sédimentation du bassin du Karoo.

## Géologie
| Période                                          | Groupe            | Formation à l'ouest du 24°E | Formation à l'est du 24°E | Strate (cénozone) |
| ------------------------------------------------ | ----------------- | --------------------------- | ------------------------- | ----------------- |
| Jurassique                                       | Drakensberg       | Hiatus                      | Drakensberg               |                   |
| Jurassique                                       | Stormberg         | Hiatus                      | Clarens                   |                   |
| Trias                                            | Stormberg         | Hiatus                      | Elliot                    |                   |
| Trias                                            | Stormberg         | Hiatus                      | Molteno                   |                   |
| Trias                                            | Beaufort          | Hiatus                      |                           |                   |
| Trias                                            | Burgersdorp       | Hiatus                      | Cynognathus (en)          |                   |
| Trias                                            | Katberg           | Hiatus                      | Lystrosaurus (en)         |                   |
| Trias                                            | Balfour           | Hiatus                      |                           |                   |
| Permien                                          | Dicynodon (en)    | Hiatus                      |                           |                   |
| Permien                                          | Teekloof          |                             |                           |                   |
| Permien                                          | Cistecephalus     |                             |                           |                   |
| Permien                                          | Middleton         |                             |                           |                   |
| Permien                                          | Tropidostoma (en) |                             |                           |                   |
| Permien                                          | Pristerognathus   |                             |                           |                   |
| Permien                                          | Abrahams-Kraal    | Koonap                      |                           |                   |
| Permien                                          | Abrahams-Kraal    | Koonap                      | Tapinocephalus (en)       |                   |
| Permien                                          | Abrahams-Kraal    | Koonap                      | Eodicynodon (en)          |                   |
| Permien                                          | Ecca              | Waterford                   | Waterford                 |                   |
| Permien                                          | Ecca              | Tierberg / Fort Brown       | Fort Brown                |                   |
| Permien                                          | Ecca              | Laingsburg / Ripon          | Ripon                     |                   |
| Permien                                          | Ecca              | Collingham                  | Collingham                |                   |
| Permien                                          | Ecca              | White Hill                  | White Hill                |                   |
| Permien                                          | Ecca              | Prince Albert               | Prince Albert             |                   |
| Carbonifère                                      | Dwyka             | Elandsvlei                  | Elandsvlei                |                   |
| Références : Rubidge 2005, Selden et Nudds 2011. |                   |                             |                           |                   |

La formation de Clarens est composée presque entièrement de grès à grains fins, déposé en lits épais, dont la couleur varie de l'orange pâle ou rosâtre au blanc crème. Elle est caractérisée par sa remarquable uniformité lithologique et par le fait que ses dépôts affleurent principalement sous forme de hautes falaises. Ces dernières abritent souvent des grottes peu profondes et des surplombs au contact de la formation sous-jacente, la formation d'Elliot, en raison de l'érosion. Pour cette raison, elle est appelée Cave Sandstone (litt. « grès à grottes ») dans la littérature ancienne,.
On pense que l'extension géographique de la formation était beaucoup plus importante il y a quelques millions d'années, et qu'elle couvrait la majeure partie de l'Afrique australe par un champ de dunes sableuses qui s'étendait depuis le bassin du Karoo jusqu'en Namibie à l'ouest et au Zimbabwe au nord,,,.
Il y a eu très peu de recherches récentes concernant la formation ; globalement, en raison de la nature dominante des grès, elle est considérée comme ayant été déposée dans un climat aride où les champs de dunes étaient nombreux,,. On distingue trois faciès sédimentaires.
La zone basale 1 correspond à la plus ancienne partie de la formation ; elle présente une base érodée à son contact avec la formation d'Elliot qui est en dessous. Les grès, à grains fins, se présentent sous forme de couches épaisses ; ils sont riches en silt. De petites inclusions de mudstone s'intercalent entre les couches de grès et présentent souvent des fissures de dessiccation. On trouve des intercalations lenticulaires de grès ondulé, des concrétions calcaires et des conglomérats argileux, interprétés comme des dépôts de lœss. On y trouve de nombreuses traces fossiles.
La zone intermédiaire, ou zone 2, montre des structures de grande taille, planes ou en forme d'auges, et, en certains endroits, de plus petites structures à stratification entrecroisée. Les grès ont des grains plus fins que ceux de la zone 1. Le faciès est composé de quartz arénite ou de grauwacke. Des marques d'affouillement se rencontrent couramment dans la partie la plus haute. Ce faciès sédimentaire est interprété comme issu de dépôts venant de nappes d'eau et de cours d'eau éphémères, ainsi que de lacs asséchés s'étant formés dans un environnement de désert.
Dans la zone 3, zone supérieure, des grès siltitiques à grains fins réapparaissent formant des structures massives. Elles contiennent des grauwackes feldspathiques riches en quartz, et des arkoses arénites. On trouve aussi, comme dans l'ensemble de la formation, du zircon, du grenat, de l'agate, de la riébeckite, de la spinelle, de la titanite et de la hornblende. L'environnement est celui de roches sédimentaires formées de la même manière que dans la zone 1. Quelques basaltes sont présents dans la partie supérieure de la zone, signalant les débuts de l'activité tectonique qui conduira à la formation du groupe du Drakensberg et la fin du processus de sédimentation du bassin du Karoo. On trouve quelques très rares structures creusées par l'eau dans la partie basaltique.

## Paléontologie
Les trouvailles paléontologiques sont moins nombreuses que celles provenant de la partie supérieure de la formation d'Elliot, mais il ne s'agit sans doute pas d'une représentation fidèle de la diversité des espèces qui étaient présentes au moment de la sédimentation ; les fossiles des formations situées en dessous sont mieux connus, car il n'y a pas eu de cartographie biostratigraphique systématique de la formation de Clarens. Cela est en partie dû au fait que les parties les plus hautes sont difficiles et dangereuses d'accès car elles forment des falaises abruptes et escarpées. On y trouve néanmoins divers fossiles de vertébrés et d'invertébrés. Les fossiles de vertébrés sont généralement des os désarticulés ou isolés de divers dinosaures théropodes, sauropodomorphes et ornithischiens, de crocodylomorphes et de cynodontes thérapsides,,. Des fossiles de poissons d'eau douce, tel Semionotus capensis, et de crustacés, ont été trouvés dans un faciès correspondant à des dépôts de lacs asséchés. La formation est aussi bien connue pour ses pistes d'empreintes de pas de dinosaures, correspondant à de grands et de petits théropodes, ainsi qu'à de petits dinosaures ornithischia. Des fragments de bois pétrifié, des rhizolithes (paléosols façonnés par des plantes), des coprolithes et des planolithes (traces de vers) ont aussi été mis au jour,,,.

## Corrélations
La formation de Clarens se retrouve en de nombreux endroits d'Afrique subsaharienne. Elle est considérée comme en corrélation avec les grès forestiers (en) du Zimbabwe, les grès de Bodibeng dans le bassin de Tuli, au Botswana et les grès d'Etjo (en) en Namibie. En Afrique australe, des faciès sédimentaires équivalents se trouvent dans la ceinture de Lebombo, dans le nord de l'Eswatini.